# Socrates Buenaventura Villegas

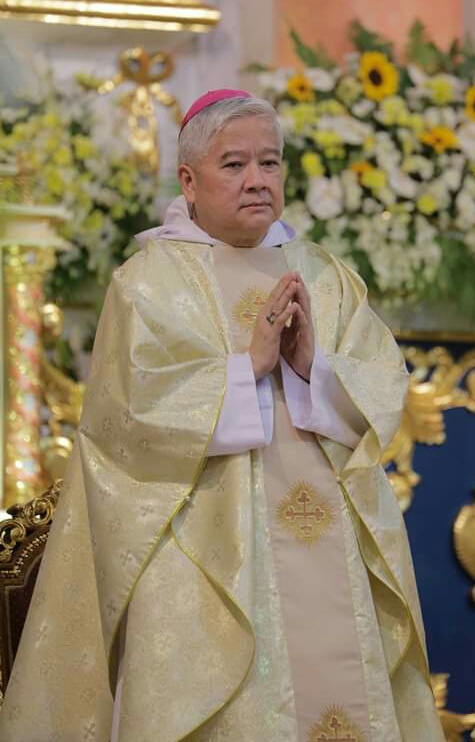
Socrates Buenaventura Villegas (2023)

Socrates Buenaventura Villegas (sinh 1960) là một Giám mục người Philippines của Giáo hội Công giáo Rôma. Ông hiện là Tổng giám mục chính tòa Tổng giáo phận Lingayen–Dagupan. Ông cũng nguyên là Giám mục chính tòa Giáo phận Balanga, Giám mục Phụ tá Tổng giáo phận Manila và Chủ tịch Hội đồng Giám mục Philippines.

## Tiểu sử
Tổng giám mục Socrates Buenaventura Villegas sinh ngày 28 tháng 9 năm 1960 tại Thủ đô Manila của Philippines. Sau quá trình tu học dài hạn tại các chủng viện theo quy định của Giáo luật, ngày 5 tháng 10 năm 1985, Phó tế Villegas, 25 tuổi, tiến đến việc được truyền chức linh mục, nghi thức do Hồng y Jaime Lachica Sin, Tổng giám mục chính tòa Tổng giáo phận Manila chủ sự. Tân linh mục cũng chính là thành viên của linh mục đoàn Tổng giáo phận Manila.
Với hơn 15 năm kinh nghiệm trong công tác mục vụ trên cương vị là một linh mục, ngày 25 tháng 7 năm 2001, tin tức từ Tòa Thánh cho biết Giáo hoàng đã tuyển chọn linh mục Socrates Buenaventura Villegas, 41 tuổi vào hàng ngũ các giám mục, với chức vụ cụ thể là Giám mục phụ tá Tổng giáo phận Manila và danh hiệu Giám mục Hiệu tòa Nona. Các nghi lễ tấn phong cho vị tân chức đã được cử hành sau đó vào ngày 31 tháng 8 sau đó, với sự cử hành các nghi thức truyền chức bởi 3 giáo sĩ. Chủ phong cho vị tân chức là Hồng y Jaime Lachica Sin, Tổng giám mục chính tòa Manila. Hai vị khác trong vai trò phụ phong gồm Giám mục Crisostomo Ayson Yalung, Giám mục phụ tá Manila và Giám mục Jesse Eugenio Mercado, một giám mục Phụ tá khác của Manila. Tân giám mục chọn cho mình châm ngôn:Pax.
Gần 3 năm phục vụ tại Manila trên cương vị Giám mục phụ tá của Giám mục Villegas chấm dứt bằng quyết định của Tòa Thánh ấn kí và cho công bố vào ngày 3 tháng 5 năm 2004, qua đó, Giáo hoàng đã chọn Giám mục Villegas lên làm Giám mục chính tòa Giáo phận Balanga. Hai tháng sau đó, ngày 3 tháng 7 cùng năm, ông đã đến nhận nhiệm sở mới của mình.
Năm năm trên cương vị lãnh đạo tinh thần của Giáo phận Balanga của Giám mục Villegas đột ngột chấm dứt bằng thông cáo của Tòa Thánh, thăng hàm Tổng giám mục cho Giám mục Socrates Buenaventura Villegas, thuyên chuyển về Tổng giáo phận Lingayen-Dagupan, làm Tổng giám mục chính tòa. Thông cáo được công bố vào ngày 8 tháng 9 năm 2009 và Tân Tổng giám mục đã đến nhận nhiệm sở vào ngày 4 tháng 11 cùng năm.
Ngoài các nhiệm vụ chính từ Tòa Thánh, Tổng giám mục Villegas còn đảm nhiệm trọng trách Chủ tịch Hội đồng Giám mục Philippines từ ngày 1 tháng 12 năm 2013 đến ngày 7 tháng 8 năm 2017.